# Затори
Затори (пол. Zatory) — село в Польщі, у гміні Затори Пултуського повіту Мазовецького воєводства.
Населення — 956 осіб (2011).
У 1975-1998 роках село належало до Остроленцького воєводства.

## Демографія
Демографічна структура станом на 31 березня 2011 року:
|          | Загалом | Допрацездатний вік | Працездатний вік | Постпрацездатний вік |
| -------- | ------- | ------------------ | ---------------- | -------------------- |
| Чоловіки | 496     | 119                | 323              | 54                   |
| Жінки    | 460     | 93                 | 262              | 105                  |
| Разом    | 956     | 212                | 585              | 159                  |